# Silly Love Songs
Silly Love Songs (deutsch „Dumme Liebeslieder“) ist ein Lied der britischen Musikgruppe Wings, das 1976 als Single A-Seite der veröffentlicht wurde. Es war die 13. Single der Wings, in Deutschland die 14. Komponiert wurde es von Paul McCartney und Linda McCartney. Es war die fünfte Singleveröffentlichung von Paul McCartney nach dessen Trennung von den Beatles, die Platz eins in den US-amerikanischen Charts erreichte.

## Hintergrund

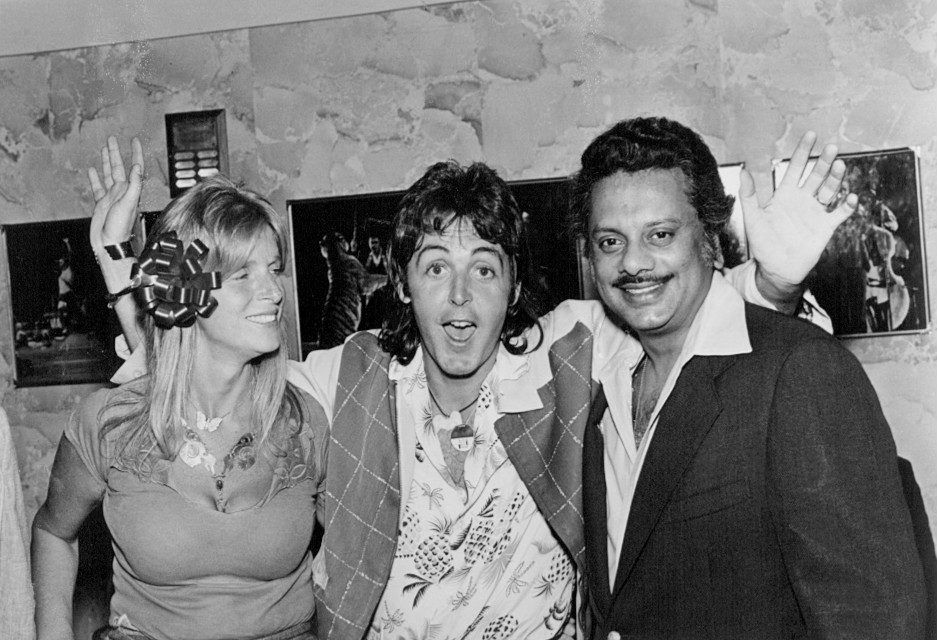
Linda und Paul McCartney sowie Bhaskar Menon, Präsident von Capitol Records, 1976

Paul McCartney wurde von Musikkritikern und seinem Freund und Ex-Beatles-Kollegen John Lennon oft aufgezogen, dass seine Songtexte nicht sehr tiefgründige Themen behandelten. Im Lied Silly Love Songs geht McCartney indirekt auf diese Kritiker ein und verteidigt seine Vorgehensweise. In der ersten Strophe heißt es wörtlich:

“You’d think that people would have had enough of silly love songs. But I look around me and I see it isn’t so. Some people wanna fill the world with silly love songs. And what’s wrong with that? I’d like to know, cause here I go again.”

„Man könnte meinen, die Menschen hätten langsam genug von albernen Liebesliedern. Aber ich schau mich um und sehe, dass dies nicht so ist. Manche Menschen möchten die Welt mit albernen Liebesliedern erfüllen. Und was ist falsch daran? Das möchte ich wissen, denn hier fange ich wieder damit an.“

Das Lied wurde von Paul McCartney auf Hawaii während eines Urlaubs geschrieben. Es wurde absichtlich mit einer dominanten Bassgitarrenlinie aufgenommen. McCartney sagte dazu: „Ich hatte nur Klavier und Akkorde, und dann wollte ich eine Melodie auf dem Bass haben. Wir haben den Bass und das Schlagzeug wirklich nach vorne gepusht. Wir wollten etwas machen, zu dem man tanzen kann, also musste man es tun.“
Am 23. März traten Wings in der Deutschlandhalle in West-Berlin auf. Die Band wurde für Werbezwecke an der Berliner Mauer fotografiert, wo sie ein Banner hielt, auf dem „SILLY LOVE SONGS“ geschrieben stand. Für Silly Love Songs wurde 1976 ein Musikvideo gedreht, der Regisseur war Gordon Bennett.
Die Single erreichte Platz zwei in Großbritannien, Platz 14 in Deutschland und in den USA Platz eins in den jeweiligen Charts. Somit war es die elfte Top-Ten-Single in den USA und der neunte in Großbritannien für Paul McCartney.
Die Single wurde von der RIAA mit einer Goldenen Schallplatte ausgezeichnet, für mehr als eine Million verkaufter Exemplare in den USA. Silly Love Songs war der Nummer-1-Popsong in den Billboard-Jahresendcharts von 1976 und im Jahr 2013 stellte das Billboard Magazine fest, dass der Song McCartneys größter US-Chart-Hit seiner Post-Beatles-Karriere ist.
Silly Love Songs wurde 1976 während der Wings Over the World Tour live gespielt.

## Aufnahme
Silly Love Songs wurde von den Wings am 16. Januar 1976 in den Londoner Abbey Road Studios mit Paul McCartney als Produzenten aufgenommen. Pete Henderson und Mick Vigars waren die Toningenieure der Aufnahmen. Overdub Aufnahmen erfolgten im Februar und die Abmischung erfolgten zwischen Februar und März ebenfalls in den Abbey Road Studios.
Besetzung:
- Paul McCartney: Gesang, Klavier, Bassgitarre, Orchesterdirigent
- Linda McCartney: Hintergrundgesang
- Denny Laine: Hintergrundgesang
- Jimmy McCulloch: E-Gitarre
- Joe English: Schlagzeug, Perkussion
- Howie Casey: Saxofon
- Thaddeus Richard: Saxofon
- Steve Howard: Trompete
- Tony Dorsey: Posaune, Arrangement für Streicher
- Orchester: Streicherbegleitung

## Neuaufnahme
Wahrscheinlich in der ersten Märzhälfte in 1983 wurde Silly Love Songs für den Soundtrack zum Musikfilm Broad Street mit dem Produzenten George Martin erneut eingespielt. Geoff Emerick war der Toningenieur der Aufnahmen. Laut der Erinnerung von Steve Lukather erfolgte die Aufnahme in den Abbey Road Studios.
Besetzung:
- Paul McCartney: Gesang, Elektrische Harfe
- Linda McCartney: Keyboards, Hintergrundgesang
- Steve Lukather: E-Gitarre, Hintergrundgesang
- Jeff Porcaro: Schlagzeug
- Jerry Hey, Lawrence Williams, Thomas Pergerson, Charles Loper: Blasinstrumente

Paul McCartney sagte über die Neuaufnahme: „Im Film ist dies die zweite große Studionummer, die wir wie für ein Video gemacht haben. Eigentlich wollten wir nur die Gelegenheit nutzen, in einem Studio zu sein, um uns zu verkleiden.“

## Coverversionen
Es gibt über 40 Coverversionen von Silly Love Songs. Es haben unter anderen Shirley Bassey, Brotherhood of Man, Gerry Marsden, und Red House Painters das Lied interpretiert.

## Veröffentlichung

### Standardversion
- Das Album Wings at the Speed of Sound wurde am 22. März 1976 in den USA und am 26. März in Großbritannien veröffentlicht, das Album enthält die Single Silly Love Songs.
- Am 30. April 1976 (USA: 1. April 1976) erschien die Single Silly Love Songs / Cook of the House[7]. Die Promotionsingle wurde in den USA wie folgt veröffentlicht: auf der A-Seite befindet sich eine gekürzte Version und auf der B-Seite die Album-/Single-Version des Liedes.[8]
- Eine Liveversionen von Silly Love Songs erschien auf dem Album Wings over America im Dezember 1976.
- Silly Love Songs erschien am 27. November 1978 auf dem Kompilationsalbum, Wings Greatest, am 2. November 1987 auf All the Best!, am 7. Mai 2001 auf Wingspan: Hits and History und am 10. Juni 2016 auf Pure McCartney.
- Am 31. Oktober 2014 (Standard Edition) und am 7. November 2014 (Deluxe Edition) wurde Wings at the Speed of Sound, zum dritten Mal remastert, von dem Musiklabel Hear Music / Concord Music Group als Teil der Paul McCartney Archive Collection veröffentlicht. Diese Versionen enthalten eine Demoversion von Silly Love Songs.

### Andere Versionen
- Die Neuaufnahme von Silly Love Songs erschien am 22. Oktober 1984 auf dem Album Give My Regards to Broad Street.
- Denny Laine veröffentlichte 1996 seine Version von Silly Love Songs auf dem Album Wings at the Sound of Denny Laine.[9]
- Im April 2001 erschien in Japan und Deutschland eine Promotion-CD mit Dance-Remixen: Silly Love Songs (Wings Vs Loop Da Loop Radio Mix) / Silly Love Songs (Artful Dodger Mix) / Silly Love Songs (Wings Vs Loop Da Loop Main Mix)[10]
- Am 2. Dezember 2022 wurde die Singlebox The 7″ Singles Box veröffentlicht, die auch Silly Love Songs enthält.

## Auszeichnungen für Musikverkäufe
| Land/Region               | Auszeichnungen für Musikverkäufe (Land/Region, Auszeichnung, Verkäufe) | Verkäufe  |
| ------------------------- | ---------------------------------------------------------------------- | --------- |
| Vereinigte Staaten (RIAA) | Gold                                                                   | 1.000.000 |
| Insgesamt                 | 1× Gold ·                                                              | 1.000.000 |